# Ab Barik
Ab Barik (pers. ‏آب‌باریک‎) – wieś w Iranie, w ostanie Kurdystan, w szahrestanie Bidżar. W 2006 roku liczyła 187 mieszkańców.